# حصين البحر
حصين البحر بلدة تتبع ناحية السودا في منطقة طرطوس. تقع حصين البحر في أدنى السفوح الغربية لجبال اللاذقية وتقع على المصطبة الساحلية العليا التي قطعتها الأودية السيلية إلى مجموعة من الظهرات. تشرف من موقعها الحصين فوق إحدى هذه الظهرات على البحر والسهل الساحلي من بعد 2 كم. تبعد عن بلدة السودا 3.5 كم باتجاه الغرب. تنتشر بيوتها الاسمنتية الحديثة التي حلت محل الطينية الحجرية القديمة، على جانبي الطريق الرئيسية التي تخترقها من الشرق إلى الغرب. يزرع السكان أشجار الزيتون بعلا 229 هكتار، والحمضيات والفول السوداني والخضر المبكرة سقيا من الآبار ومن نبع بصيرة 181هـ ويعتمد البعض على العمل الوظيفي والتجاري والمهني.
فيها ثلاث معاصر زيت، ومحلات لتصنيع الخشب وأحجار البناء، ومركز بلدية، ومدرسة ثانوية.
هذه البلدة هي مسقط رأس الكاتب حيدر حيدر والكاتب الراحل سعدالله ونوس. تعتبر هذه البلدة من البلدات التي تأثرت بالوضع السوري. تؤمن مياه الشرب بواسطة شبكة تستجر الماء من بئر محلية بصبيب قدره 77متر مكعب بالساعة.
مبادلاتها مع مدينة طرطوس، وترتبط بها وببلدة السودا بطريق مزفتة، تتبعها مزرعتا بيت جديد، وطي حصين البحر.

## أعلام
- سعد الله ونوس
- حيدر حيدر